# Reaumuria oxiana
Reaumuria oxiana är en tamariskväxtart som först beskrevs av Carl Friedrich von Ledebour, och fick sitt nu gällande namn av Pierre Edmond Boissier. Reaumuria oxiana ingår i släktet Reaumuria och familjen tamariskväxter. Inga underarter finns listade.